# キャスト・プラス
キャスト・プラス (Cast Plus) は、株式会社TBSスパークルコミュニケーションビジネス本部キャスター室のブランド名で、タレント・フリーアナウンサーや講師のマネジメントを行っていた。
本稿では2019年1月1日にTBSスパークルへ吸収合併された株式会社キャスト・プラスについても記述する。

## 概要
1999年7月1日に東京放送のグループ会社として、株式会社クリエイティブ・メディア・エージェンシー（英称：Creative Media Agency, Inc.、 略称：CMA、シー・エム・エー）として設立し、アナウンサー・キャスターのエージェンシーとして営業を開始する。
アナウンサーのほかに俳優・タレント・コメンテーターなども在籍し、以前にテレビ番組制作会社TBSビジョンの「スポーツ・マネジメント・システム」(SMS) に所属していた者もいる。
2007年夏以降は、TBSニュースバード→TBS NEWSに出演するキャスター全員が当事務所の所属となることもある。TBSラジオやJRN系ネットワークで放送されるラジオ番組にも当事務所の所属タレントやフリーアナが数多く出演している。
2010年7月1日に、社名をキャスト・プラスへ変更した。
2019年1月1日に、先述のTBSビジョンとともにTBSスパークルへ吸収合併され、法人としてのキャスト・プラスは解散。キャスト・プラスの名称は業務を継承した「TBSスパークルコミュニケーションビジネス本部キャスター室」のブランドとして存続し、後に対外的な愛称として「SPARKLEキャスター室」を前面に出すようになった。
そして2025年3月31日をもって、タレントマネジメント事業を終了し、同事業から撤退した。

## 所属者（2024年10月時点）

### アナウンサー・キャスター
放送局系列のプロダクションであるため、原則としてJNN系列各局出身者のマネジメントを優先とするが他系列出身者も多かった。
特記ない限り、★印はTBSニュースバード→TBS NEWSのキャスター経験者。

#### TBS NEWS（旧TBSニュースバード）現役キャスター
※全て女性。なお、2025年4月以降も出演予定のキャスターは、一括してセント・フォースへの移籍の措置が取られた。
- 具嶋柚月（元山口朝日放送・とちぎテレビ）
- 近藤志生里（元青森テレビ）
- 坂本麻子（元NHK大分契約キャスター・長野放送）
- 柴田文子（元東北放送社員・NHK福岡契約キャスター）
- 新名真愛（元青森テレビ）
- 徳田琴美（元山口放送）
- 深澤朝香（元山口放送・テレビ北海道）
- 三上萌々（元テレビ高知）
- 山﨑加奈（元静岡放送）

#### JNN系列各局出身
男性
- 上田敦史（元熊本放送ほか）
- 川上政行（元宮崎放送・TVQ九州放送、業務提携）
- 鈴木史朗（2000年[3] - 、元TBS）
- 林正浩（2016年4月 - 、元TBS）

女性
- 大鋸友紀（元TBSラジオキャスター・★、2022年から千葉テレビ放送と契約）
- 加藤由里子（元青森テレビ）
- 金井憧れ（元北海道放送・★）
- 釜井美由紀（元テレビユー福島・★）
- 菊野理沙（元宮崎放送・★）
- 木場弘子（元TBS。業務提携、文化人の欄に記載）
- 黒塚まや（元テレビ山梨・★）
- 見城美枝子（元TBS。文化人の欄に記載）
- 壽老麻衣（元RKB毎日放送・★）
- 杉浦舞（元テレビ山梨・★）
- 中嶋絵美（元テレビユー福島契約）

#### JNN系列外出身
男性
- 梶原しげる（元文化放送。業務提携）
- 露木茂（2002年[3] - 、元フジテレビ）
- 中倉隆道（元NHK）
- 矢野吉彦（元文化放送）
- 山田透（元RFラジオ日本→ニッポン放送）

女性
- 有地佐哉香（元富山テレビ放送・★）
- 尾島沙緒里（元山口朝日放送・★）
- 鎌倉みどり（元鹿児島放送）
- 岸田彩加（元NHK室蘭契約キャスター→北海道テレビ放送・★）
- 河野千秋（元NHK札幌契約キャスター・★）
- 坂本奈津美（元岩手朝日テレビ）
- 島津久美子（元山陰中央テレビジョン放送・★）
- 髙𣘺彩（元NHK新潟契約キャスターなど）
- 竹本ゆきえ（元NHK長崎契約キャスター）
- 田野辺実鈴（元TOKYO MX）
- 谷口智子（元四国放送ほか・★）
- 丹野麻衣子（元福島放送→北海道文化放送）
- 槙あやな（元NHK長崎契約キャスター・★）
- 松尾まどか（元長野朝日放送）
- 矢島純子（元鹿児島読売テレビ・NHK神戸契約キャスター・★）
- 柳田さやか（元南海放送）
- 分林里佳（元四国放送・★）

### 俳優・タレントほか
- 熱海将人
- 助川汎
- 高山成夫
- 水谷八重子
- 守田菜生

文化人
- 秋山豊寛（元TBS記者、宇宙飛行士）
- 阿部幸太郎（競馬評論家、元ホースニュース・馬→夕刊フジ専属解説者）
- 上田晶美
- 佐藤誠剛
- 徐静波
- 清田真未
- 田畑光永（2000年[3] - 、元TBS記者・ニュースキャスター）
- 仲田洋美
- 八幡和郎（元官僚）

## 過去の主な所属者

### 男性
- 市川亀治郎（歌舞伎俳優）
- 石川和男
- 市瀬秀和
- 稲尾和久（2001年頃 - 2007年、コメンテーター・キャスター契約として所属。RKB野球解説者、日刊スポーツ野球評論家）
- 井上恭太
- 岩田禎夫（ゴルフジャーナリスト・ゴルフ中継解説者、元スポーツ報知記者）
- 遠藤一彦（2004年 - 2006年、TBS野球解説者）
- 大谷廣松
- 大野勢太郎（アナウンサー）
- 皆藤慎太郎（元テレビユー福島。所属当時業務提携。浅井企画にも所属）
- 角田陽一郎（元TBSプロデューサー）
- 六代目片岡愛之助（歌舞伎俳優）
- 北芝健（作家・コメンテーター）
- 衣笠祥雄（2001年頃 - 。元SMS所属。元プロ野球選手。TBS野球解説者・朝日新聞嘱託。在籍中の2018年死去）
- 佐々木一真（2020年にテレビ朝日に入社）
- 佐藤治彦
- 多田護（2005年頃 - 遅くとも2016年。元TBS）
- 冨安徳久
- 中島正純
- 中山隆嗣
- 奈良陽（2000年[3] - 2007年在籍中に死去。元TBS。TBS在職中の1999年から所属当時、取締役→相談役を兼務）
- 西川右近
- 林美雄（2000年[3] - 2001年頃。TBSアナウンサーと兼務。1999年から常務取締役も兼務）
- 二木啓孝（フリージャーナリスト、元日刊ゲンダイニュース編集部長。現日本BS放送取締役）
- 松尾雄治（2001年 - ?。タレント・スポーツキャスター。その後オフィス北野所属）
- 松永邦久（2000年[3] - 遅くとも2016年。元TBS。CMA時代には、同社の取締役→常務取締役も兼任）
- 三原康博（元TBS美術デザイナー）
- 諸星裕（? - 2001年。桜美林大学大学院教授。所属当時事務所ウェブサイトでは「ブンカジン」=文化人の欄に掲載）
- 山本義幸（元東北放送）
- 米倉斉加年（2002年[3] - 2014年在籍中に死去）

### 女性
ニュースバードキャスター経験者
- 石川奈津紀
- 伊波紗友里（元ラジオ沖縄→ニュースバード降板後に琉球朝日放送）
- 上野愛奈
- 江口桃子
- 大村絵美
- 小川亜希子
- 小沢尚美
- 鹿島千穂
- 金子由実
- 樺島彩
- 汾陽麻衣
- 草野真梨子
- 黒木奈々
- 黒田菜月
- 児玉良香
- 櫻木瑶子
- 笹岡樹里
- 佐々木真奈美
- 佐竹美希
- 佐藤友香
- 柴山延子
- 島ひとみ
- 杉本麻依
- 曽根純恵
- 田岡咲香
- 高橋万里恵
- 滝本沙奈
- 竹内久乃
- 田中美都子
- 千葉真由佳
- 土田優香（降板後WOWOW契約）
- 樋田かおり
- 中澤志月
- 永谷裕香
- 中野知美
- 中村亜裕美
- 平川彩佳
- 深津瑠美
- 福島佑理
- 藤田真奈美
- 古川枝里子
- 松井陽子
- 松澤千晶
- 水野真里子
- 宮本優香
- 八木ひとみ
- 吉村優

その他
- 東香名子
- 阿南京子（TBSラジオ交通情報アナウンサーとして警視庁担当）
- 阿部佳乃（元新潟テレビ21 / NHK水戸放送局 / 佐渡テレビジョン /とちぎテレビ/「あさチャン!」リポーター）
- 有村かおり（現在の松富かおり。元TBS）
- 井上真帆（元富山テレビ放送）
- 宇田川紗稚（元宮崎放送）
- 内田まどか
- 尾崎朋美
- 神尾米（2001年。プロテニス選手。元SMS所属）
- 小島慶子（2010年 - 2013年。元TBS[7]）
- 小谷亜希子（2001年頃 - 2005年。エリートジャパンにも所属）
- 寿ひずる
- 高田都耶子
- 高田裕子（ - 2001年）
- 竹内真理（元富山テレビ放送→元宮崎放送契約→元東日本放送契約）
- 竹内里奈（2018年 - 2022年。元NHK熊本契約キャスター、当事務所在籍中は全て千葉テレビ放送と契約）
- 竹下裕理
- 土岐聡子
- 鳥羽美音子
- 長久保智子
- 中島彩（2012年 - 2015年。元東海テレビ放送記者）
- 名越涼（元福井テレビジョン放送→テレビ愛知）
- 西田真生
- 原田裕花（2001年 - 2013年。元SMS所属）
- 春原美和（大沢事務所にも所属）
- 福長英未（元NHK徳島契約キャスター）
- 益子直美（2001年 - 2014年。元SMS所属。元バレーボール日本代表）
- 松田愛里（元西日本放送）
- 嶺百花（2021年度ミス日本<53期生>ミス海の日。2024年にテレビ東京に入社）
- 宮田めぐみ
- 野牛あかね（元テレビ山梨ほか）
- 山西康子
- 吉川美代子（2014年4月 - 2022年。2014年5月まではTBSからの出向、同年6月から2016年10月まで同社取締役兼任）
- 蓮舫（元クラリオンガール・タレント。現国会議員）

ほか

## 過去の役員
※タレントとの兼任者は除く。●はCMA時代の役員。
代表取締役
- 青柳脩（元TBSテレビプロデューサー（ぎんざNOW!、日本レコード大賞、たのきん全力投球!、ザ・ベストテン、ロッテ 歌のアルバム等の演出・プロデュースに関わった）・ラジオ情報制作局長、CMA代表取締役社長→同会長→キャスト・プラス取締役→同取締役ファウンダー→同顧問ファウンダー）
- 山田修爾（常務取締役→同代表取締役社長→取締役相談役在職中の2013年死去）
- 水口眞人（同代表取締役社長）
- 渡辺香（代表取締役）

常務取締役
- 吉田映一郎

取締役
- 澤井繁治●
- 等々力信彦●
- 松下賢次●（TBSアナウンサー部との兼務）
- 吉川美代子●（TBS定年退職後に取締役に就任）
- 竹内隆一●
- 齋藤薫●

監査役
- 旗智理●
- 佐藤陽士●
- 砂金良明（CMA時代より）
- 田嶋慎太郎（CMA時代より）
- 本多由幸

## 参考資料
- 『別冊JUNON 新オールスター名鑑』 2004年・2006年版（主婦と生活社）
- ジャングルクルーズ（山本貴也ほか）編『女子アナオフィシャルブック』（DAI-X出版）2001年6月発行
- 2013年度版芸能界ベストセレクション（『oricon CREATEシリーズ』No.13。2012年、オリコン・エンタテインメント）ISBN 4871311120